# Список округов Айдахо
Штат Айдахо включает в себя 44 округа. По данным за 2010 год население штата составляет 1 567 582 человека, таким образом средняя численность населения в округе составляет 35 627 человек. Площадь штата Айдахо составляет 216 632 км², таким образом средняя площадь округа составляет 4 923 км², и средняя плотность населения — 7,2 чел./км². Наиболее населённым округом является Эйда, в котором расположена столица Бойсе. В этом же округе самая высокая распределённая плотность населения. Наименее населённым округом является Кларк, в нём же наблюдается наиболее низкая распределённая плотность населения среди остальных округов штата. Самым большим округом по площади является Айдахо, самым маленьким — Пейетт.

## История

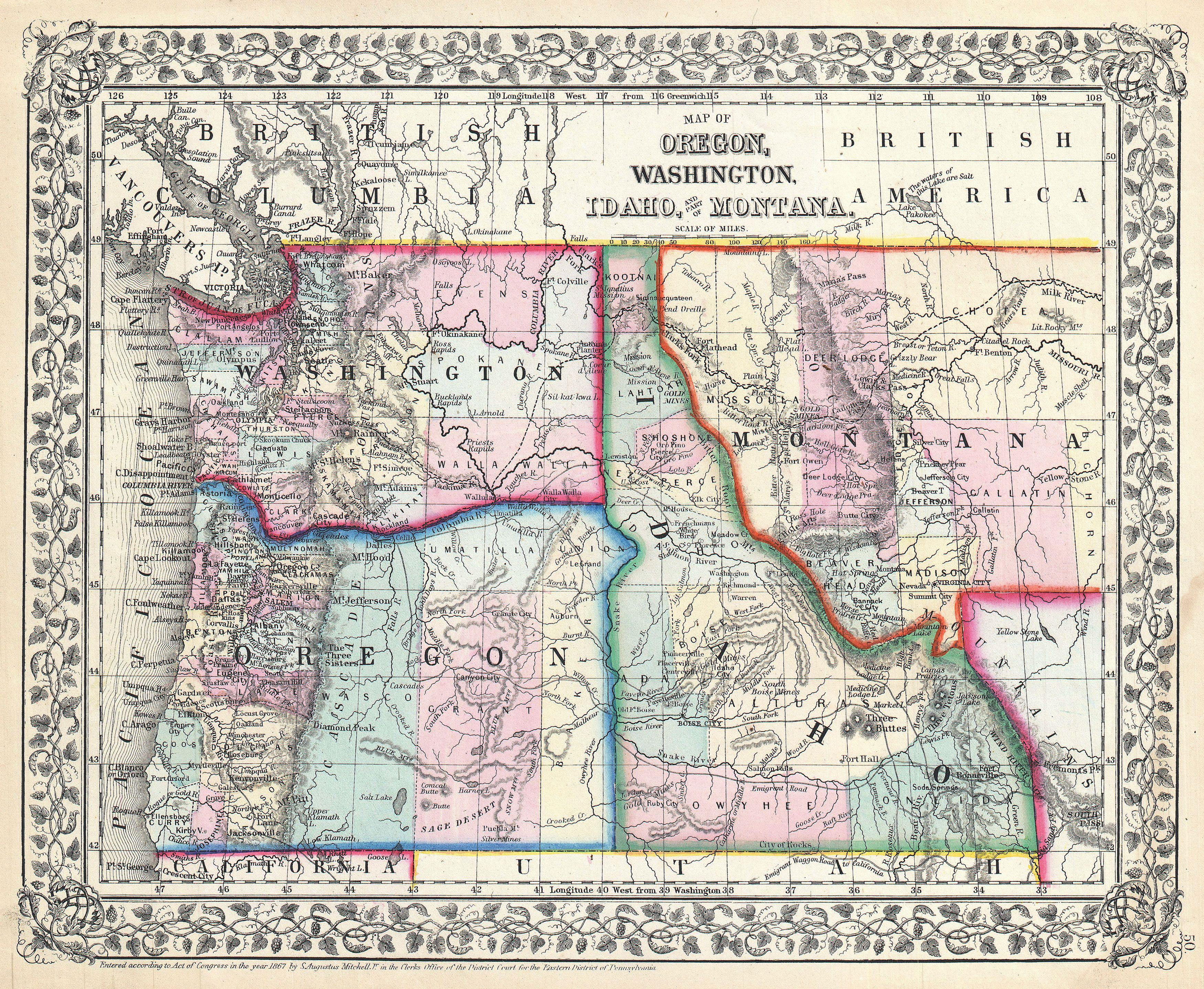
Айдахо в окружении соседних территорий и штатов в 1867 году с размеченными на тот год округами

Прежде чем стать штатом в 1890 году, Айдахо претерпел несколько территориальных и административных преобразований. Территория нынешнего штата до 1853 года входила в состав инкорпорированной территории Орегон; с 1853 года земли Айдахо были поделены между территориями Орегон и Вашингтон. С получением в 1859 году Орегоном статуса штата вся территория Айдахо перешла под управление территории Вашингтон. Большая часть Айдахо была не заселена до внезапно вспыхнувшей золотой лихорадки, начавшейся с обнаружения близ городка Пирс в нынешнем округе Шошоне месторождений золота. Прииски привлекли тысячи золотоискателей, что в свою очередь привело к образованию в 1863 году территории Айдахо. Первым округом Айдахо стал созданный 31 декабря того же года Овайхи. Несмотря на то, что с отделением от Территории Вашингтон к Айдахо перешли территории округов Нез-Перс и Шошоне, образованных соответственно в 1855 и 1861 годах, они не были учреждены как округа. В следующем 1864 году по решению первой легислатуры территории Айдахо были созданы округа Онайда, Бойсе, Айдахо, Эйда, Альтурас и учреждены Нез-Перс и Шошоне. Границы этих округов с образованием новых округов неоднократно менялись. Так, в результате деления на новые округа, Альтурас был ликвидирован в 1895 году.
Первым округом, образованным после присвоения Айдахо статуса штата, стал округ Фримонт в 1893 году. Последними созданными округами стали образованные в 1919 году Кларк, Джером и Карибу.

## Дополнительные сведения

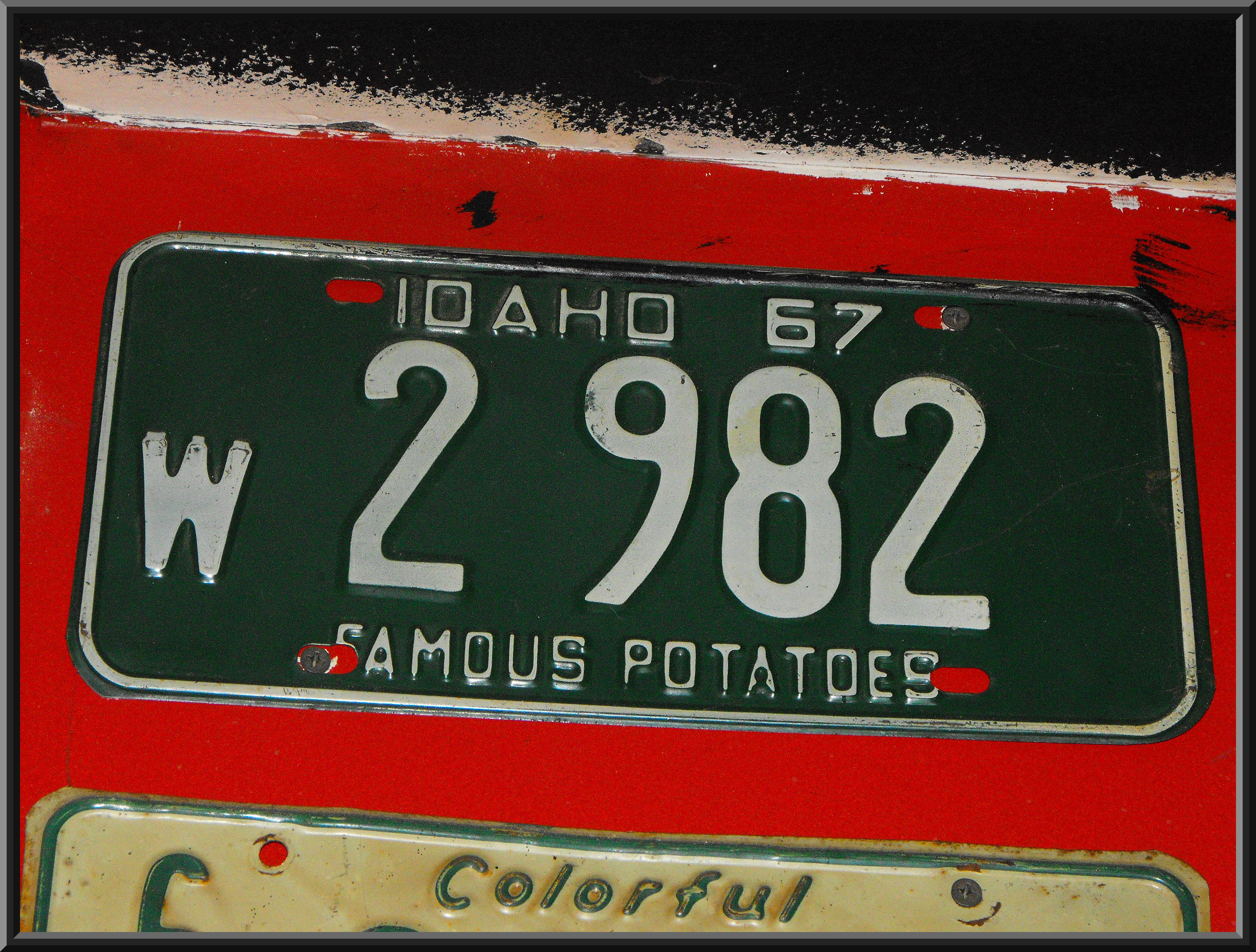
Автомобильный номер, выданный в округе Вашингтон

По федеральному стандарту обработки информации (FIPS), каждый округ имеет пятизначный код. Он состоит из кода штата (16 для Айдахо) и трёхзначного кода округа. Ссылка с кода в таблице ведёт на страницу результатов переписи населения для каждого округа. Каждый округ штата имеет свою приставку в номерном знаке, состоящую из первой буквы англоязычного названия округа и порядкового номера округа, соответствующего алфавитному положению названия округа для каждой буквы в случае, если на одну букву начинается несколько названий округов. Так, в округах Титон (англ. Teton) и Туин-Фолс (англ. Twin-Falls) приставки, соответственно, 1T и 2T, а для округа Элмор (англ. Elmore), единственного начинающегося на «E», приставка — E.

## Список округов
| Название округа        | FIPS  | Основан | Окружной центр                                                  | Образован из                     | Назван в честь | Население (2010) | Площадь, км² | Плотность населения, чел./км² | Города | Карта |
| ---------------------- | ----- | ------- | --------------------------------------------------------------- | -------------------------------- | --- | ---------------- | ------------ | ----------------------------- | --- | ----- |
| Адамс (Adams)          | 16003 | 1911    | Каунсил (Council) 44°43′48″ с. ш. 116°26′10″ з. д.              | округ Вашингтон                  | Джон Адамс, второй президент США | 3976             | 3548         | 1,1                           | - Каунсил - Нью-Медоус |       |
| Айдахо (Idaho)         | 16049 | 1861    | Грейнджвилл (Grangeville) 45°55′34″ с. ш. 116°07′16″ з. д.      | территория Вашингтон             | Пароход «Айдахо», начавший ходить по реке Колумбия в 1860 году                                                                                     | 16 267           | 22 021       | 0,7                           | - Грейнджвилл - Коттонвуд - Куския - Риггинс - Ститс - Уайт-Бёрд - Фердинанд                                                                                           |       |
| Баннок (Bannock)       | 16005 | 1893    | Покателло (Pocatello) 42°52′30″ с. ш. 112°26′49″ з. д.          | округ Бингем                     | Банноки, индейское племя | 82 839           | 2972         | 27,9                          | - Аримо - Дауни - Инком - Лава-Хот-Спрингс - Мак-Каммон - Покателло - Чаббак                                                                                           |       |
| Баундари (Boundary)    | 16021 | 1915    | Боннерс-Ферри (Bonners Ferry) 48°41′31″ с. ш. 116°19′05″ з. д.  | округ Боннер                     | Граница (англ. boundary) с Канадой и соседними штатами Вашингтон и Монтана                                                                         | 10 972           | 3311         | 3,31                          | - Боннерс-Ферри - Мойи-Спрингс |       |
| Бенева (Benewah)       | 16009 | 1915    | Сент-Мэрис (St. Maries) 47°18′54″ с. ш. 116°34′16″ з. д.        | округ Кутеней                    | Бенева, вождь индейского племени Кёр-д’ален | 9285             | 2031         | 4,6                           | - Монтпилиер - Парклайн - Пламмер - Сент-Мэрис - Тенсед |       |
| Бингем (Bingham)       | 16011 | 1885    | Блэкфут (Blackfoot) 43°11′24″ с. ш. 112°20′46″ з. д.            | округ Онайда                     | Генри Бингем, конгрессмен из Пенсильвании | 45 607           | 5491         | 8,3                           | - Абердин - Атомик-Сити - Блэкфут - Бэсолт - Ферт - Форт-Холл - Шелли                                                                                                  |       |
| Блейн (Blaine)         | 16013 | 1895    | Хейли (Hailey) 43°30′54″ с. ш. 114°18′22″ з. д.                 | округ Альтурас                   | Джеймс Блейн, кандидат на президентский пост от республиканской партии на президентских выборах 1884 года                                          | 21 376           | 6892         | 3,1                           | - Белвью - Кетчум - Кэри - Сан-Валли - Хейли |       |
| Бойсе (Boise)          | 16015 | 1864    | Айдахо-Сити (Idaho City) 43°49′44″ с. ш. 115°49′55″ з. д.       | территория Айдахо                | Река Бойсе | 7028             | 4938         | 1,4                           | - Айдахо-Сити - Крауч - Хорсшу-Бенд - Плейсервилл |       |
| Бонневилл (Bonneville) | 16019 | 1911    | Айдахо-Фолс (Idaho Falls) 43°29′31″ с. ш. 112°01′55″ з. д.      | округ Бингем                     | Бенджамин Бонневиль, бригадный генерал и исследователь запада США                                                                                  | 104 234          | 4923         | 21,2                          | - Айдахо-Фолс - Айона - Аммон - Ирвин - Райри - Суон-Валли - Юкон |       |
| Боннер (Bonner)        | 16017 | 1907    | Сандпойнт (Sandpoint) 48°16′01″ с. ш. 116°34′01″ з. д.          | округ Кутеней                    | Эдвин Боннер, пустивший по реке Кутеней паром до города Боннерс-Ферри                                                                              | 40 877           | 4972         | 8,2                           | - Довер - Ист-Хоуп - Кларк-Форк - Кутеней - Олдтаун - Пондерей - Прист-Ривер - Сандпойнт - Хоуп                                                                        |       |
| Бьютт (Butte)          | 16023 | 1917    | Арко (Arco) 43°38′06″ с. ш. 113°18′04″ з. д.                    | округа Бингем, Блейн, Джефферсон | Крутые холмы (англ. butte — холм с крутыми склонами) на реке Снейк                                                                                 | 2891             | 5783         | 0,5                           | - Арко - Бьютт-Сити - Дарлингтон - Мур - Хоу |       |
| Бэр-Лейк (Bear Lake)   | 16007 | 1875    | Парис (Paris) 42°13′41″ с. ш. 111°23′56″ з. д.                  | округ Онайда                     | Озеро Бэр (Bear lake), «медвежье» озеро | 5986             | 2718         | 2,2                           | - Блумингтон - Джорджтаун - Монтпилиер - Парис - Сент-Чарльз |       |
| Вашингтон (Washington) | 16087 | 1879    | Уизер (Weiser) 44°15′00″ с. ш. 116°58′05″ з. д.                 | округ Бойсе                      | Джордж Вашингтон, первый президент США | 10 198           | 3816         | 2,7                           | - Кембридж - Мидвейл - Уизер |       |
| Валли (Valley)         | 16085 | 1917    | Каскейд (Cascade) 44°30′58″ с. ш. 116°02′38″ з. д.              | округа Айдахо, Бойсе             | Долина Лонг-Валли (англ. Long Valley) — «длинная долина»                                                                                           | 9862             | 9670         | 1,0                           | - Доннелли - Каскейд - Мак-Колл |       |
| Гудинг (Gooding)       | 16047 | 1913    | Гудинг (Gooding) 42°56′13″ с. ш. 114°42′50″ з. д.               | округ Линкольн                   | Фрэнк Гудинг, седьмой губернатор Айдахо и сенатор США                                                                                              | 15 464           | 1901         | 8,1                           | - Блисс - Венделл - Гудинг - Хейгермен |       |
| Джем (Gem)             | 16045 | 1915    | Эмметт (Emmett) 43°52′23″ с. ш. 116°29′42″ з. д.                | округа Бойсе, Кэньон             | Прозвище штата Айдахо: «Штат-самоцвет» (англ. Gem state)                                                                                           | 16 719           | 1465         | 11,4                          | - Эмметт |       |
| Джером (Jerome)        | 16053 | 1919    | Джером (Jerome) 42°43′30″ с. ш. 114°31′05″ з. д.                | округа Гудинг, Линкольн          | Джером Хилл, один из разработчиков северного ирригационного проекта, либо Джером Кун мл., его внук, либо Джером Кун, его зять                      | 22 374           | 1559         | 14,3                          | - Джером - Иден - Хазелтон |       |
| Джефферсон (Jefferson) | 16051 | 1913    | Ригби (Rigby) 43°40′26″ с. ш. 111°54′58″ з. д.                  | округ Фримонт                    | Томас Джефферсон, третий президент США | 26 140           | 2863         | 9,1                           | - Льюисвилл - Мад-Лейк - Менан - Монтевью - Ригби - Райри - Робертс - Терретон - Хеймер                                                                                |       |
| Камас (Camas)          | 16025 | 1917    | Фэрфилд (Fairfield) 43°20′46″ с. ш. 114°47′28″ з. д.            | округ Блейн                      | Камассия, растение из семейства агавовых | 1117             | 2795         | 0,4                           | - Фэрфилд |       |
| Карибу (Caribou)       | 16029 | 1919    | Сода-Спрингс (Soda Springs) 42°39′29″ с. ш. 111°35′46″ з. д.    | округ Баннок                     | Горный хребет Карибу | 6963             | 4658         | 1,5                           | - Банкрофт - Грейс - Сода-Спрингс |       |
| Каша (Cassia)          | 16031 | 1879    | Берли (Burley) 42°32′10″ с. ш. 113°47′35″ з. д.                 | округ Овайхи                     | Джон Кэзиер (англ. John Cazier), член мормонского батальона, либо растение кассия                                                                  | 22 952           | 6683         | 3,4                           | - Берли - Декло - Олбион - Окли |       |
| Кастер (Custer)        | 16037 | 1881    | Чаллис (Challis) 44°30′14″ с. ш. 114°13′41″ з. д.               | округа Альтурас, Лемхай          | Джордж Кастер, бригадный генерал, обнаруживший золото на территории округа                                                                         | 4368             | 12 786       | 0,3                           | - Клейтон - Лост-Ривер - Маккай - Стенли - Чаллис |       |
| Кларк (Clark)          | 16033 | 1919    | Дубойс (Dubois) 44°10′26″ с. ш. 112°13′55″ з. д.                | округ Фримонт                    | Сэм Кларк, сенатор от штата | 982              | 4572         | 0,2                           | - Дубойс - Спенсер |       |
| Клируотер (Clearwater) | 16035 | 1911    | Орофино (Orofino) 46°29′10″ с. ш. 116°15′32″ з. д.              | округ Нез-Перс                   | Река Клируотер (Clearwater) | 8761             | 6444         | 1,4                           | - Орофино - Пирс - Уэйпп - Элк-Ривер |       |
| Кутеней (Kootenai)     | 16055 | 1864    | Кер-д’Ален (Coeur d'Alene) 47°41′35″ с. ш. 116°46′48″ з. д.     | округ Нез-Перс                   | Индейское племя кутенай («водные люди») | 137 475          | 3408         | 40,3                          | - Долтон-Гарденс - Кер-д’Ален - Пост-Фолс - Ратдрам - Спирит-Лейк - Стейт-Лайн - Фернан-Лейк-Вилидж - Хаузер - Хэйден - Хэйден-Лейк - Хэрисон - Хьюттер - Уорли - Этол |       |
| Каньон (Canyon)        | 16027 | 1891    | Колдуэлл (Caldwell) 43°39′29″ с. ш. 116°40′48″ з. д.            | округ Эйда                       | Каньон (canyon) реки Снейк | 188 923          | 1563         | 120,9                         | - Гринлиф - Колдуэлл - Мельба - Мидлтон - Нампа - Нотус - Парма - Уилдер                                                                                               |       |
| Лейто (Latah)          | 16057 | 1888    | Москоу (Moscow) 46°43′55″ с. ш. 116°59′49″ з. д.                | округ Нез-Перс                   | «Место сосен и пестиков» («ла-та») — сочетание из двух слов на наречии не-персе: «ла-ка» (сосна) и «та-ол» (пестик для растирания корней камассии) | 37 244           | 2789         | 13,4                          | - Бовилл - Диари - Дженеси - Джулиетта - Кендрик - Москоу - Онэвэй - Потлетч - Трой                                                                                    |       |
| Лемхай (Lemhi)         | 16059 | 1869    | Салмон (Salmon) 45°10′41″ с. ш. 113°54′11″ з. д.                | округ Айдахо                     | Форт Лимхи, названный в честь короля Лимхай (англ. king Limhi) из Книги Мормона (священного писания мормонов)                                      | 7936             | 11 835       | 0,7                           | - Лидор - Салмон |       |
| Линкольн (Lincoln)     | 16063 | 1895    | Шошоне (Shoshone) 42°56′13″ с. ш. 114°24′29″ з. д.              | округа Альтурас, Блейн           | Авраам Линкольн, шестнадцатый президент США | 5208             | 3123         | 1,7                           | - Дитрич - Ричфилд - Шошоне |       |
| Льюис (Lewis)          | 16061 | 1911    | Незперс (Nezperce) 46°14′02″ с. ш. 116°14′24″ з. д.             | округ Нез-Перс                   | Льюис, Мериуэзер, член экспедиции Льюиса и Кларка                                                                                                  | 3821             | 1243         | 3,1                           | - Крейгмонт - Камиа - Незперс - Рубенс - Винчестер |       |
| Мадисон (Madison)      | 16065 | 1913    | Рексберг (Rexburg) 43°49′23″ с. ш. 111°47′06″ з. д.             | округ Фримонт                    | Джеймс Мэдисон, четвёртый президент США | 37 536           | 1226         | 30,6                          | - Рексберг - Торнтон - Шугар-Сити |       |
| Минидока (Minidoka)    | 16067 | 1913    | Руперт (Rupert) 42°37′05″ с. ш. 113°40′26″ з. д.                | округ Линкольн                   | «Источник воды» на языке Сиу, либо «широкий простор» на языке шошонов, обозначающий долину реки Снейк                                              | 20 069           | 1976         | 10,2                          | - Асекия - Берли (частично) - Минидока - Пол - Руперт - Хейбёрн |       |
| Нез-Перс (Nez Perce)   | 16069 | 1855    | Льюистон (Lewiston) 46°25′01″ с. ш. 117°01′05″ з. д.            | территория Вашингтон             | Индейское племя не-персе («проколотые носы») | 39 265           | 2218         | 17,7                          | - Калдесак - Лапвай - Льюистон - Пек |       |
| Овайхи (Owyhee)        | 16073 | 1863    | Мёрфи (Murphy) 43°13′05″ с. ш. 116°33′07″ з. д.                 | территория Айдахо                | Гавайские трапперы, исследовавшие территорию округа («овайхи» (owyhee) — вариант произношения слова «гавайи»)                                      | 11 526           | 19 934       | 0,6                           | - Бруно - Гранд-Вью - Марсинг - Мёрфи - Риддл - Силвер-Сити |       |
| Онайда (Oneida)        | 16071 | 1864    | Малад-Сити (Malad City) 42°11′28″ с. ш. 112°14′56″ з. д.        | территория Айдахо                | Озеро Онайда в штате Нью-Йорк, с берегов которого прибыли первые поселенцы                                                                         | 4286             | 3112         | 1,4                           | - Малад-Сити |       |
| Пауэр (Power)          | 16077 | 1913    | Американ-Фолс (American Falls) 42°46′52″ с. ш. 112°51′22″ з. д. | округа Бингем, Блейн, Онайда     | Электростанция Американ-Фолс (англ. power — энергия)                                                                                               | 7817             | 3736         | 2,0                           | - Американ-Фолс - Арбон-Вэлли - Покателло (частично) - Рокленд |       |
| Пейетт (Payette)       | 16075 | 1917    | Пейетт (Payette) 44°04′30″ с. ш. 116°55′48″ з. д.               | округ Кэньон                     | Франсуа Пайетт, канадский траппер Северо-Западной компании, пришедший на территорию округа в 1818 году                                             | 22 623           | 1062         | 21,3                          | - Нью-Плимут - Пейетт - Фрутленд |       |
| Туин-Фолс (Twin Falls) | 16083 | 1907    | Туин-Фолс (Twin Falls) 42°34′41″ с. ш. 114°28′30″ з. д.         | округ Кассия                     | Двойной водопад (англ. twin falls) на реке Снейк                                                                                                   | 77 230           | 4995         | 15,5                          | - Бул - Каслфорд - Кимберли - Мёрто - Роджерсон - Туин-Фолс - Филер - Хансен - Холлистер                                                                               |       |
| Титон (Teton)          | 16081 | 1915    | Дригс (Driggs) 43°43′34″ с. ш. 111°06′22″ з. д.                 | округ Мадисон                    | Горный массив Титон | 10 170           | 1167         | 8,7                           | - Виктор - Дригс - Титония |       |
| Франклин (Franklin)    | 16041 | 1913    | Престон (Preston) 42°05′42″ с. ш. 111°52′30″ з. д.              | округ Баннок                     | Город Франклин, основанный 14 апреля 1860 года и названный в честь Франклина Ричардса, члена кворума двенадцати апостолов мормонской церкви        | 12 786           | 1731         | 7,4                           | - Дэйтон - Вестон - Клифтон - Оксфорд - Престон - Тэтчер - Уитни - Франклин                                                                                            |       |
| Фримонт (Fremont)      | 16043 | 1893    | Сент-Антони (Saint Anthony) 43°57′58″ с. ш. 111°41′02″ з. д.    | округ Бингем                     | Джон Фримонт, офицер и землепроходец, исследовавший территорию округа в 1843 году                                                                  | 13 242           | 4910         | 2,7                           | - Айленд-Парк - Драммонд - Ньюдейл - Паркер - Сент-Антони - Титон - Уорм-Ривер - Эштон                                                                                 |       |
| Шошоне (Shoshone)      | 16079 | 1861    | Уоллис (Wallace) 47°28′23″ с. ш. 115°55′30″ з. д.               | территория Вашингтон             | Индейское племя шошоны | 12 765           | 6826         | 1,9                           | - Келлогг - Маллан - Осбёрн - Пайнхёрст - Смелтервилл - Уоллис - Уорднер                                                                                               |       |
| Эйда (Ada)             | 16001 | 1864    | Бойсе (Boise) 43°36′50″ с. ш. 116°14′17″ з. д.                  | округ Бойсе                      | Ада Риггз, дочь сооснователя Бойсе, первый ребёнок, родившийся на территории округа                                                                | 392 365          | 2745         | 142,9                         | - Бойсе - Гарден-Сити - Игл - Куна - Меридиан - Стар |       |
| Элмор (Elmore)         | 16039 | 1889    | Маунтин-Хом (Moutain Home) 43°08′13″ с. ш. 115°41′38″ з. д.     | округ Альтурас                   | Крупнейшие в штате в 1860-х годах серебряные и золотые прииски «Элмор»                                                                             | 27 038           | 6826         | 4,0                           | - Атланта - Маллан - Маунтин-Хом |       |

## Расформированные округа
Помимо описанных выше, на территории Айдахо существовало ещё три округа. Однако все они были расформированы ещё в XIX веке:
- Альтурас (англ. Alturas) — округ в юго-западной части штата, образованный в 1864 году и расформированный в 1895 году.
- Лато (англ. Lah-Toh) — округ на севере штата, образованный в 1864 году и расформированный в 1867 году.
- Логан (англ. Logan) — округ, образованный в 1889 году как часть округа Альтурас, и расформированный в 1895 году.